# 馬雅各

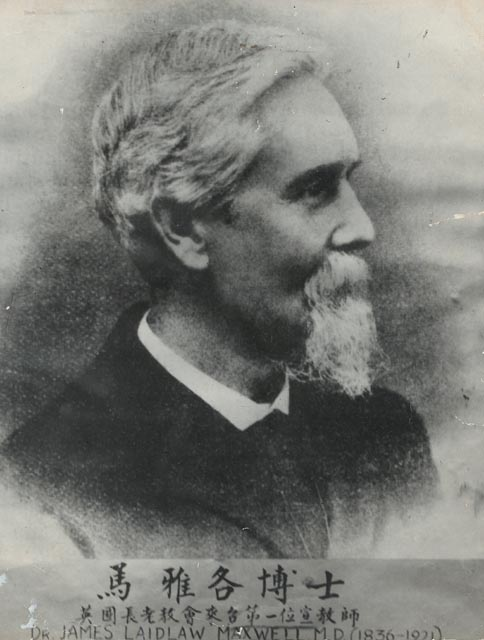
馬雅各博士

詹姆士·萊德勞·麥斯威爾（英語：James Laidlaw Maxwell，1836年3月18日—1921年3月6日），中文名音譯馬雅各，生於英國蘇格蘭，醫師、英國長老會差會傳教士以及牧師，於19世紀後期到台灣南部傳教及行醫，是英國長老會第一位駐臺灣宣教師，與馬偕醫師齊名。他在台南創設了台灣首座西式醫院－「看西街醫館」。

## 生平

### 孩提與求學時期

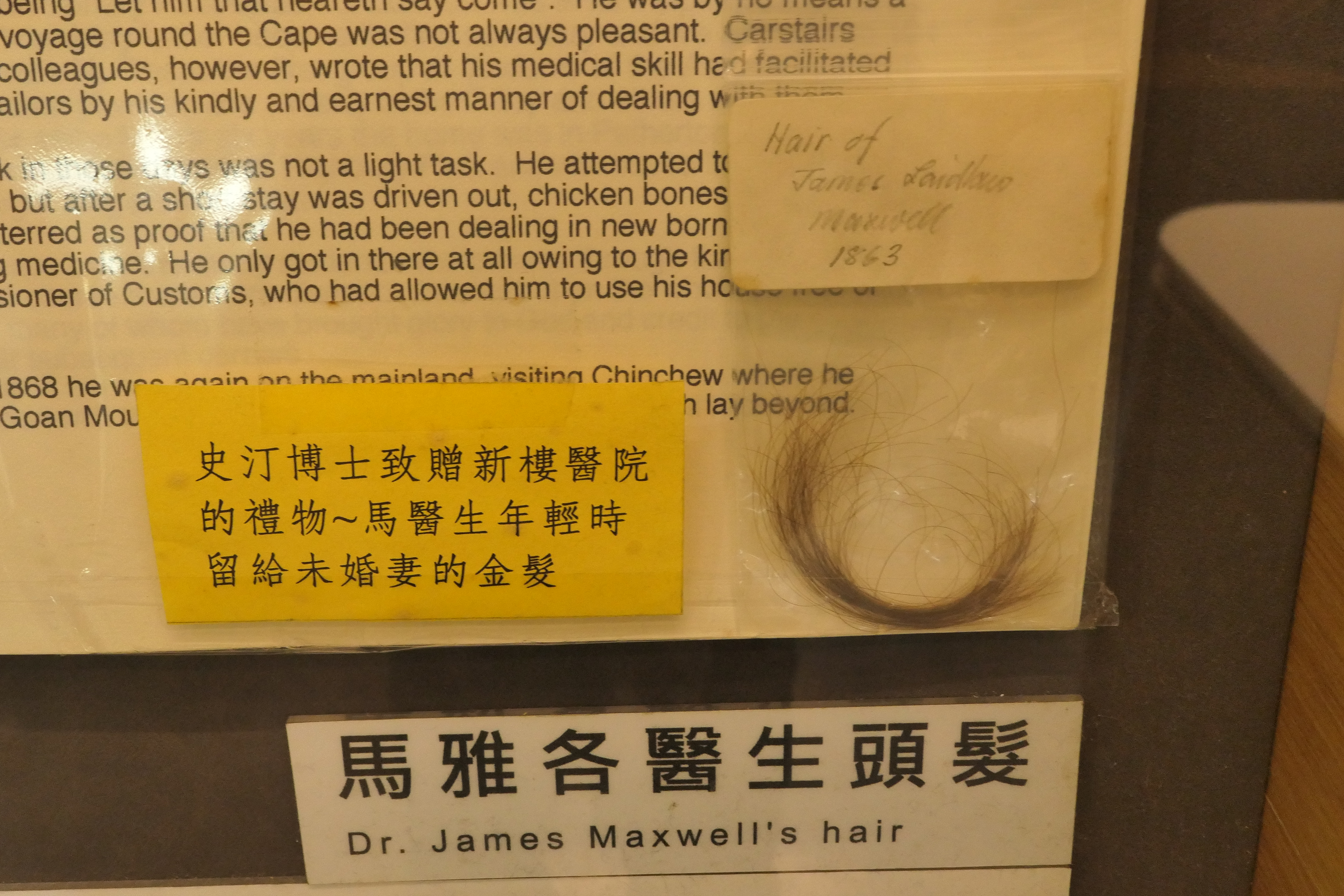
馬雅各送給未婚妻的頭髮

1836年3月18日，馬雅各出生於蘇格蘭首府愛丁堡卡農門附近的一個教會家庭，父親是蘇格蘭自由教會的長老。
1845年，馬雅各從葛林諾奇夫人自由教會學校（Lady Glenorchy's Free Church School）畢業。
1850年，畢業於愛丁堡的皇家中學（Royal High School, Edinburgh）。之後進入愛丁堡大學就讀，分別獲得大學 (B.A.: 1853 年)、碩士 (M.A.: 1854 年)、醫科學位(1858 年)，並取得愛丁堡 LRCP 和 LRCS 資格，在倫敦Brompton Consumption Hospital擔任住院醫生 6 個月。
1860年，在廈門的英國長老教會宣教師杜嘉德建議，將台灣列入醫療傳道的宣教區，安排醫師背景的宣教師前往。
1861年，馬雅各在英國伯明罕General Hospital醫院擔任住院醫生，他在此時認識其夫人，於此同時，他為百老匯長老教會(Broad Street Presbyterian Church)會員，教會牧師為 Rev. Mackenzie 。馬雅各在一次教會聚會中，遇到從中國廈門回國的杜嘉德牧師，從那裏，他第一次聽到台灣（Formosa）的名字，當時馬雅各只有27歲，剛與Mary Anne Goodall小姐訂婚，即決定離開故鄉、辭去伯明罕的優渥薪水，自願前往福爾摩沙（台灣）。他剪下一綹頭髮，送給摯愛的未婚妻，以表思念不捨之情，與杜嘉德一同搭船飄洋過海，踏上前往台灣遙遠的路程。
之後前往巴伐利亞符茲堡、普魯士柏林進修 3 年，期間他研究脾臟，以此為研究論文，也特別提到血癌，而獲得 M.D.學位。

### 第一次來台灣
1863年8月，馬雅各跟隨杜嘉德牧師從英國搭乘「波羅乃西號」（Polonaise）出發，經過好望角(喜望峰)，渡過印度洋，終於在12月4日抵達上海英國租界。馬雅各在此參觀了教會、醫院，也會見教會中的宣教前輩。
1864年1月2日，抵達廈門，學習語言。
1864年10月5日，馬雅各與杜嘉德牧師、吳水文、2位信徒在打狗（今高雄港）登陸，探尋在臺灣宣教的可能性，考察後認為府城臺南的人口遠比打狗還多，最適合作為宣教的起點和中心。10月30日一行人返回廈門。

### 台南看西街佈道所（1865年6月16日-1865年7月9日）
1865年5月28日，馬雅各以基督長老教會傳教士與醫生雙重身分，搭乘 Meta 號在臺灣打狗（今高雄）登陸，同行的人有杜嘉德牧師、吳水文、陳子路、黃嘉智，廈門會友李西霖、王阿炎。2到3天後，馬雅各進入府城（臺南），在北勢街（今台南市神農街）天利行奈.麥斐兒(Mr. Neil Mcphail) 家作賓客。
1865年6月16日（同治4年），打狗海關 William Maxwell 將他所租用的台南府城看西街一房屋，頂讓給馬雅各，選擇作為佈道所（今台南市中西區仁愛街43號）。馬雅各開始傳道醫病，傳道方式則是行醫為主，傳教為輔。1865年6月16日，成為英國長老教會在台灣開始設教的日子，並為全台紀念日。7月9日，馬雅各遭到當地漢醫的排擠，並有說他取人心、眼睛來製藥的謠言出現，受到挑撥的民眾，包圍醫館，揚言拆除禮拜堂，並出手攻擊教會的人，終至引發大暴動，是為「看西街事件」，知縣請馬雅各在3日內撤離。馬雅各在府城落腳才短短23天，不得不轉移陣地。

## 醫療宣教

### 高雄旗後、埤頭禮拜堂 (1865年7月16日-1868年12月26日)

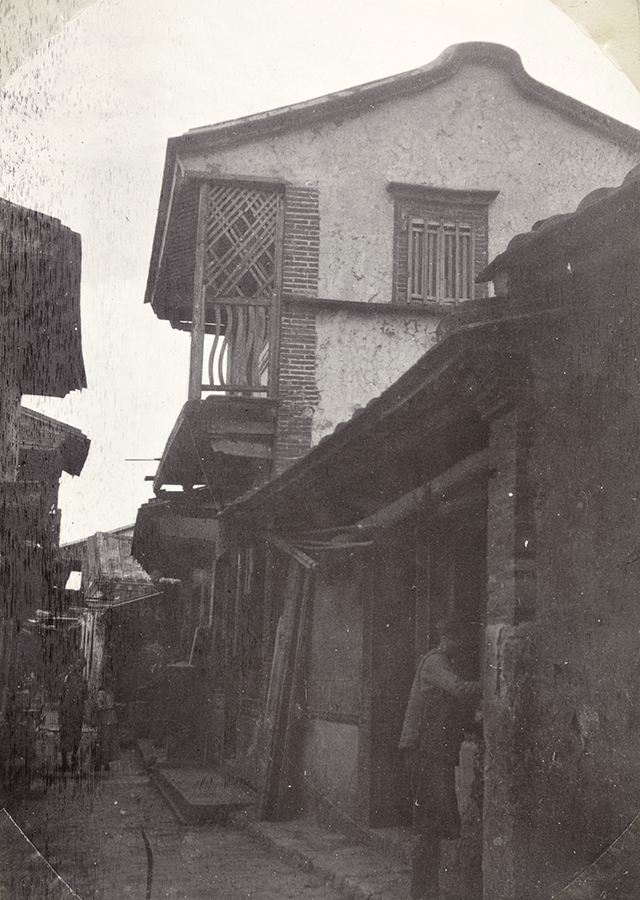
馬雅各在打狗的住宅

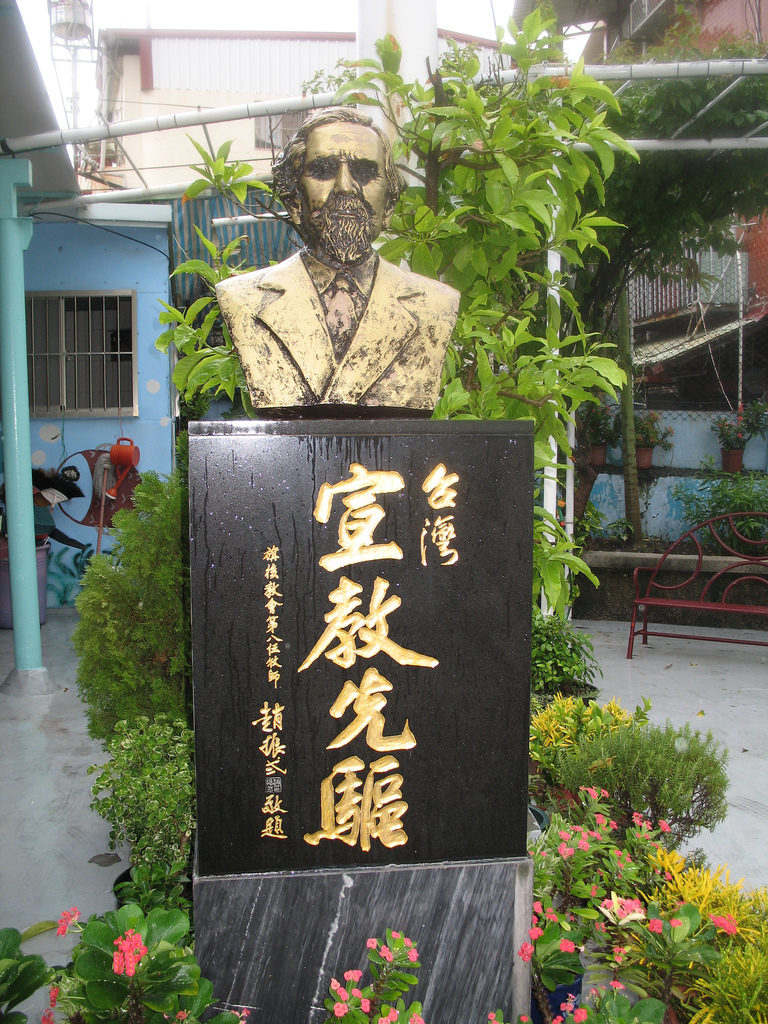
旗後教會之馬雅各銅像

馬雅各只好轉往有英國領事館保護的打狗旗後街（今高雄旗津），租下一間店面，1865年7月16日由杜嘉德牧師主持開事禮拜，繼續行醫傳教。不久，杜嘉德牧師就返回廈門。
1865年11月末或12月初，由英國商人必麒麟帶領馬雅各進入旗山（玉山？）附近的木柵、拔馬和台南附近的玉井、左鎮、崗仔林等平埔族地區傳教而大受歡迎，並設立教會。
1866年6月，他在旗後山腰買地建立聖殿，這就是臺灣基督長老教會的第一座正式禮拜堂「打狗禮拜堂」，即現今「旗後教會」的前身。7月23日，英國長老教會在廈門的宣維霖牧師（Rev.William Sutherland Swanson）來打狗，幫助馬雅各醫生5周。8月21日，宣維霖牧師為陳齊、陳清和、高長、陳圍洗禮，這是台灣第一次洗禮儀式。
9月下旬，馬雅各在禮拜堂對面，開設可容納八張病床的醫館，堪稱臺灣第一所正式且稍具規模的西醫館。目前醫館已拆除。
1866年6月，馬雅各推薦萬巴德醫生為中國海關醫員（Medical Officer），駐打狗（旗後），主要業務是診療外籍人士 (來任當時有16人) 及作氣象報告。他也協助馬醫生在旗後醫館的醫務，1869年，當馬雅各往台南府城，在旗後醫館就託萬巴德醫生來維持。
馬雅各的仁心仁術，遠近馳名，常有臺灣中部甚至澎湖遠道而來求醫的人，不少人因為病痛得到醫治，開始相信馬雅各所傳揚的福音真理。教會信眾急速增加，常有人遠從埤頭（鳳山）來到旗後做禮拜，1867年7月，他又在埤頭之北門外購屋，成立教會兼設醫館，是旗後的第一座西醫診所和禮拜堂，自己奔波於旗後、埤頭兩地。後來1867年12月13日李庥牧師夫婦（Rev. Hugh Ritchie）自英國來台協助。
1868年3月中旬，馬雅各經廈門及汕頭前往香港，在香港主教堂與Mary Anne Goodall小姐結婚，由宣維霖牧師（Rev. William Sutherland Swanson）主禮。
1868年（同治7年），李庥抵臺的第二年，台灣發生樟腦戰爭，引發台灣人排斥洋教洋人達高峰，教堂被毀，教民被殺，華洋交毆相繼發生。洋人認為地方官縱容，不尊重「條約」所給權益，屢次照會抗議。馬雅各赴香港結婚不久，4月11日，高長傳道受暴徒毆打、被監禁50日，而埤頭禮拜堂遭暴徒拆毀。4月24日，莊清風傳道在舊城活活被打死。5月2日，馬雅各夫婦於返回台灣。6月，馬雅各和李庥聯名上書英國駐華公使阿禮國，報告在台灣教會受迫害的情形，並請其設法交涉善處。阿禮國致總理各國事務和碩恭親王，經台灣府打狗領事調查後，要求清廷必須將兇犯從嚴懲治並將拆搶禮拜堂房屋、傢具按價賠補7百62元洋銀（禮拜堂之工料3百元洋銀、堂內之傢具等4百62元洋銀）。
1868年7月31日，埤頭重修禮拜堂，又被兵勇拆毀。英署領事古必勳（John Gibson）上任，認為事態嚴重，馳報香港請調兵船，先後有兵船3艘分泊打狗安平，名為保護洋人，實為要挾。9月3日，馬雅各被誣告與高長一起殺人埋骨於禮拜堂地下。總理各國事務衙門得報，指示閩省督撫派員會同英國領事迅速偵辦，於是福建興泉永海防兵備道曾憲德受委派專責辦理。曾憲德於11月8日抵台。11月25日，英兵官茄當（Lieut Gurdon）在安平開砲，翌日突襲安平協署，副將江國珍於負傷後服毒殉命；後亦向商民勒去兵費。至12月1日，曾憲德與吉必勳成立8 項協議，解決樟腦糾紛。
12月21日，馬雅各陪英艦 H.M.S.Rinald 號艦長 Lord C.Scott、安平領事 Mr.Gibson、廈門英領事 Mr. Robert Swinhoe往埤頭，和福州道台處理教會迫害事件，歷時 40天。最後清廷賠教會1千176元完案，承認傳教師在臺灣各地有傳教居住之權，及「將來如有糾紛，由中外會審」等傳教的保障，宣教師因而得到前所未有的發展空間。馬雅各決定重回台南府城，他在打狗的居所不幸遭到火災，失去了所有結婚禮物。

### 台南亭仔腳禮拜堂（1868年12月26日-1871年11月）
1868年11月25日，馬雅各由海路自打狗抵安平。1868年12月26日，馬雅各帶著助手吳文水、高長回到台南。1869年1月中旬，在城南二老口街府東巷尾(現今台南衛民街與北門路口，台南啟聰學校博愛堂附近)租得佔地一千四百坪大的許厝舊樓，設立一個規模更大的醫館。此厝典自「金繼成」（Kim Ke-seng），為廩生許建勳（素為英商怡記洋行夥）所設之行。為別於後來近東門所建的新樓醫院，民間俗稱這座二老口醫館為「舊樓醫院」。6月26日，台南首批 7 人在二老口禮拜堂受洗，由李庥牧師施洗。
7月，馬雅各於熱鬧的亭仔腳街，租得一民房，開設亭仔腳禮拜堂（現今台南市中西區青年路111號），亭仔腳禮拜堂是今日台灣基督長老教會太平境教會（台南市中西區公園路6號）的前身。9月2日，亭仔腳禮拜堂5人受洗,由李庥牧師施洗。
1870年4月1日，設立木柵禮拜堂，約120人參加禮拜。4月12日，馬雅各夫婦拜訪木柵2周。1871年1月8日，馬雅各主持開設可容納200人之柑仔林禮拜堂，當天約100人參加禮拜。1月15日，參加拔馬新禮拜堂獻堂。2月10日，徳馬太醫生（Dr. Matthew Dickson）來府城協助，他是英國長老教會駐臺第2位醫療宣教師。
馬雅各發覺單純、樸實的原住民，對福音的接受度比漢人高，因此，在臺期間，足跡遍及玉山及中央山脈，翻山越嶺，深入平埔族各 部落行醫傳道。短短幾年，他把英國長老教會的福音種子，散播到臺灣大甲溪以南的中南部地帶，設立了三個教區：第一教區，南區西拉雅族（木柵、左鎮）；第二教區，中區和雅族（白河、嘉義）；第三教區，北區巴宰族（埔里、豐原、神岡）。
馬雅各在台灣服務期間，發現小小的海港村鎮，運鴉片的船隻多過運糧食的船隻， 每當看到吸食鴉片者瘦弱無神的面孔，就十分心痛。後來他回英國後，寧受毀謗攻擊，也要反對英政府販售鴉片給中國。
1871年，馬雅各夫人Mary初次懷孕，因身體不適必須返英待產，馬雅各因事工纏身無法同行，3月19日，懷孕的馬雅各夫人獨自搭船返回英國，沿途顛簸辛勞，母子健康均有損傷。4月，馬雅各與湯姆森自廈門來台，8月7日，馬雅各報告記載，從事台語新約聖經翻譯。
1871年11月，馬雅各離台，由1871年2月10日抵台的德馬太醫生（Dr. Matthew Dickson）接替二老口醫館的工作。1878年1月8日德馬太醫生辭職回國，醫館至1879年1月14日安彼得醫生（Dr. Peter Anderson）抵台後才重開。安彼得醫生接任院長後，因患者人數增多而著手購地建立新醫院。1900年東門新醫院落成，4月17日由舊樓遷移到新樓，命名「新樓醫院」。
1871年12月5日，馬雅各的長子馬士敦（台灣譯:馬約翰, John Preston Maxwell）出生於伯明罕，而馬雅各此時尚未抵達英國。馬雅各返英之後，因多年勞累健康大損，無法再回台灣。

### 第二次來台灣宣教 (1883年12月23日-1884年10月20日)
1883年12月23日，馬雅各帶著腰部關節的病痛與夫人再度返台，英國母會余饒理先生夫人也來台。
1884年10月20日，馬雅各夫人生病，中法戰爭爆發，馬雅各與夫人搭乘最後一艘船離開，前往廈門。此次馬雅各夫妻在台灣停留不到一年，因為健康問題只好重返英國。1885年4月，馬雅各夫妻返回英國。

## 英國期間

### 第一次回英國
在宣教過程中，馬雅各發現荷蘭拼音的羅馬字易學好用，於是他傾力研究推動羅馬字拼音臺語白話字運動，並著手翻譯聖經，加強文字宣教工作。1871年馬雅各休假返英之後，住在倫敦 Hamstead,Heath 街26號，仍然積極推動臺語白話字運動。
1873年6月9日，次子馬雅各二世（James L. Maxwell Jr.）出生。10月1日，馬雅各編成廈門音新約聖經翻譯。
由於馬雅各致力於印製羅馬字新約聖經之工作，也因為結核病引起發燒而身體虛弱。因為必須長時間坐著，他的背部倚靠石膏架支撐達十年之久，且臥於水床。其間，他編寫了English Presbyterian Mission 之「福音在中國」及中國與羅馬字書籍，凡是中國來的訪客，他都樂於接待，如: 蒙古的 Gilmour，Chinchew 的 Grant，伯明罕的Grabbe，Burns Thomson 等宣教師。馬雅各住在倫敦 Pentherton Road 104號，在那裏住了五、六年。
1878年3月，倫敦醫學宣教協會（Medical Mission Association）成立，馬雅各擔任該協會第一位秘書，後來該會買了 Highbury Park 地方的47-49號，馬雅各一家人住在49號，許多會員到他家拜訪他，受他影響極深。由於馬雅各的投入，Islington Medical Mission 成立。世界各地醫療宣教事工在他的掌理之下，醫療難題或宣教人員的問題都獲得解決。後來，馬雅各買下Highbury Park 地方的 51號，搬家到那裏。
1880年，他奉獻了台灣第一台羅馬拼音白話字印刷機、排字架、鉛字等印刷工具，促成日後第一家印刷廠「聚珍堂」書房及台灣第一份報紙《台灣府城教會報》（即今之《教會公報》）成立。

### 第二次回英國
1888年，倫敦舉行一場大型的國際宣教會議，戴德生、海班明、馬雅各都在大會中發表演說。其中，戴德生說:「我在中國侍奉已經超過 30 年，深信鴉片貿易在一星期之內對中國造成的傷害，多過於各宣教師在一年所累積的善事」；馬雅各說:「當成千上萬的中國人在那裏受苦，我們怎能在英國閒坐，而不起來反對這麼重大的罪惡呢？」在馬雅各發言過後，大會無異議地通過了反對鴉片貿易的決議。
1899年，長子馬士敦（台灣譯：馬約翰,John Preston Maxwell）與 Edith Lilly Isaacson（1867-1954）結婚。2月3日，馬士敦受宣道會派遣前往中國福建，先在漳浦行醫（1899-1904年）。1901年，漳浦曾發生的一場非常可怕的鼠疫，僅在4月到8月間，漳浦的兩萬人口中，差不多死了十分之一（兩千人）。
1904年，馬士敦前往更偏遠的永春聖教醫院行醫，為該醫院引進最早的"X"光設備。1908年，馬士敦夫人生下一名女兒 Marjorie Gordon Maxwell（1908-2000）。
馬士敦在漳浦（1899-1904年）、永春（1904-1919年）從事醫療傳道達20年之久後，轉往北京協和醫學院教授，他的專長是婦產科，所以成為北京協和醫學院婦產科的主任，他的研究發表在很多醫療的期刊上面，其中包括1925年在大英帝國婦產科雜誌上發表了一篇叫「中國的軟骨化症」，指出軟骨化症會影響到產婦的骨盆會變形，必須要用剖腹的方式才能順利地生產。馬士敦在北京協和醫學院教出許多優秀的本地醫生，如:林巧稚等。
次子馬雅各二世（Dr. James Laidlaw Maxwell, Jr.），1873年6月9日生，1900年受派為駐台宣教師，翌年2月14日抵台，任職於新樓醫館。1900年，台南二老口醫館「舊樓醫院」的租屋處歸還給屋主，此厝後來是許遜榮之子許廷光（1861年5月生）所居。醫館搬到新建造的建築，為台灣首座西式醫院，取名叫新樓醫院。年輕的馬雅各二世在此行醫，大力推行戒改鴉片、痲瘋病及性病防治等。
1901年10月9日，馬雅各二世與 Millicent Bertha Saunders（1871-1961）於香港結婚。10月9日馬雅各醫師在香港結婚，到11月4日（農曆9月24日）回台南掌理醫館。消息，200卷，明治34年1901年11月刊，（台南：台灣教會公報，聚珍堂，1901），《台南府城教會報》，頁82。1901至1923年間，馬雅各二世醫生培育許多學徒如：周玉山、高清源、杜應清，黃登科、林達儒、吳和甫、林乞、王清如、謝定篤、蔡超、張本等人，他們成為教會與社會的中間賢流，對社會有很大的貢獻。
1911年，馬雅各醫生75歲退休，辭去倫敦醫學宣教學會秘書之職、改任編輯秘書，搬到倫敦 Kent 的 Bromley居住。
1915年11月21日，福音來台50年紀念，100所台灣南部教會贈送禮物給馬雅各醫生夫婦。馬雅各擔任醫學院住宿生之家長，50位住校醫學生參與海外宣教工作。馬雅各編輯醫療協會之 Medical Missions at Home and Abroad 於國際宣教會議中推動醫療宣教。

### 家庭與逝世
1918年1月23日，馬雅各夫人逝世，享年83歲。
1921年3月6日，馬雅各在英國倫敦布羅姆利逝世，享年85歲，與馬雅各夫人同葬於 Plaistow 之 St. Mary 墓園。馬雅各遺有二子，皆為醫生。長子馬士敦在中國泉州永春行醫，次子馬雅各二世在台南新樓醫院行醫。
1923年，馬雅各二世應「博學醫會」（China Medical Missionary Association）之聘，出任其執行幹事而前往上海。 
1935年後，馬士敦返回英國，定居Cambridgeshire Brinkley。
1937年，馬雅各二世就任中國紅十字會總幹事，直到1940年才因身體不適返回英國。
1949年大陸正變色之際，馬雅各二世前往中國杭州癩（痲瘋）病院服務。1951年8月10日在杭州逝世，享年78歲，葬於杭州。
1961年7月25日，馬士敦在英國逝世，享年90歲。

## 紀念

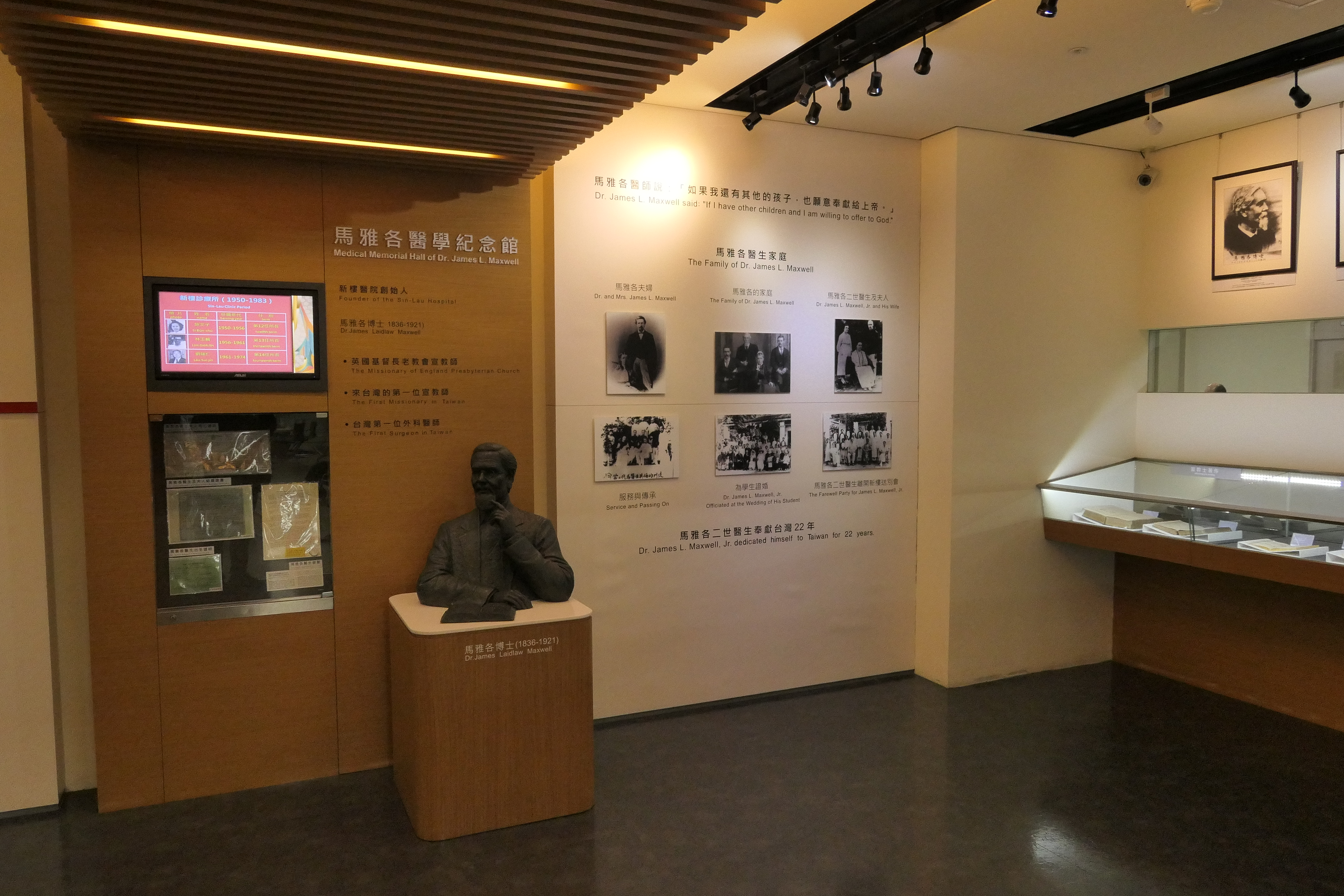
臺南新樓醫院內的馬雅各醫學紀念館

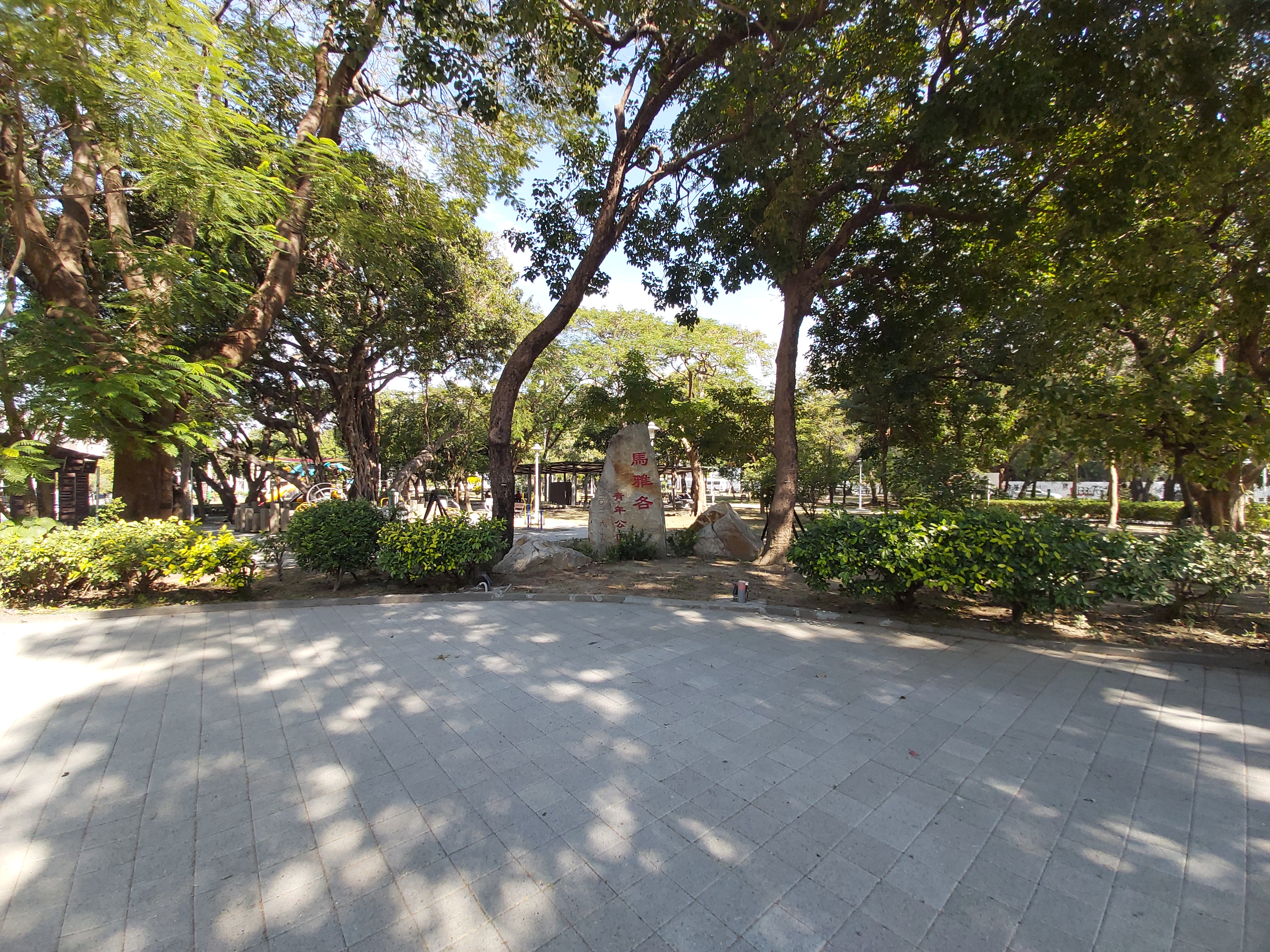
臺南馬雅各青年公園

1901年，亭仔腳禮拜堂吳道源執事奉獻建地於太平境地號，加上信徒共同奉獻，及巴克禮博士向英國母會女宣募捐得 2000千餘元。1902年9月13日建堂完成，英國母會贈碑命名為「馬雅各紀念教會」，就是今日台南的太平境馬雅各紀念教會，內部牆上有一個英國母會贈送之「馬雅各紀念碑」。該教會內並有一個小型的歷史博物館，收藏一部分馬雅各家族的文物。
1921年3月10日，英國長老總會長巴克禮主持馬雅各醫生之告別禮拜。5月27日，馬雅各二世在台南太平境教會主持父親馬雅各醫生之告別禮拜。
1985年5月26日，馬雅各來台120週年紀念。馬雅各次子馬雅各二世長女之子 Millicent Hope之子Kenneth M. Mclennan（第四代）應邀至台灣，在旗後教會主持馬雅各醫生紀念銅像之揭幕典禮。
1997年9月24日，台南新樓醫院董事、醫生、護士及太平境教會戴德馨牧師、會友一行 28人前往英國馬雅各墓地悼念。
2001年11月22日，馬雅各醫學紀念博物館於台南新樓醫院開幕。
2002年4月22日，馬雅各長子馬士敦女兒之孫史汀博士（Dr. William Maxwell Steen，第五代）夫婦訪問台南新樓醫院，贈送馬雅各生前之珍貴文物於馬雅各醫學紀念博物館，並主持馬雅各家族影像展的揭幕儀式。
2003年10月27日，台南新樓醫院138年院慶，百年教會影展中展出馬雅各家族文物。12月8日，陳水扁總統蒞臨馬雅各銅像之揭幕典禮。馬雅各銅像的製作者是林坤明先生，共完成二座，分別豎立在新樓醫院台南院區和麻豆院區的門診大廳之外。
2010年3月22日，臺南市安平區「馬雅各長青公園」落成，面積1.8公頃，座落於建平路長青公寓北側，東緊鄰台南運河，為臺南市首座老人主題公園。
2021年3月5日，中華郵政為了紀念馬雅各逝世百周年，發行「馬雅各逝世百周年」紀念郵票一套。同日台南市舉行馬雅各紀念音樂會。
2021年3月6日，淡水基督長老教會與台南新樓醫院同步舉行南北二地馬雅各逝世百周年紀念活動，當日並將台南市東區九號公園改名「馬雅各青年公園」。

### 引用
1. ↑  . 大紀元 www.epochtimes.com. 2003年12月8日  [2023年7月5日]. （原始内容存档于2023年7月5日）. （页面存档备份，存于）
2. ↑   潘稀祺:《台灣醫療宣教之父 : 馬雅各醫生傳》 P. 251， (2003年，台灣基督長老教會新樓醫院出版)
3. ↑  林治平: 你認識馬雅各嗎？(上)宇宙光雜誌 489期.
4. ↑   賴永祥: 史話107-天利行和必麒麟
5. ↑   (PDF). （原始内容存档 (PDF)于2016-01-09）. （页面存档备份，存于）
6. ↑   賴永祥:史話120 -埤頭教會大劫難
7. ↑   賴永祥: 史話121-莊清風殉教
8. ↑  賴永祥: 史話122 -馬雅各上書阿禮國
9. 1 2 3  . www.laijohn.com.   [2018-12-12]. （原始内容存档于2019-12-03）. （页面存档备份，存于）
10. 1 2  . www.sinlau.org.tw.   [2018-12-12]. （原始内容存档于2014-11-13） （中文（臺灣））. （页面存档备份，存于）
11. ↑  . forum.doctorvoice.org.   [2018-12-12]. （原始内容存档于2020-07-17）. （页面存档备份，存于）
12. ↑  台南市青年路由府城隍廟到民權路這一段，古名「府口街」，府指的即是府署，民間俗稱"亭仔腳街"
13. ↑   賴永祥: 教會史話212 - 德馬太醫生
14. ↑  . www.laijohn.com.   [2018-12-11]. （原始内容存档于2020-09-29）. （页面存档备份，存于）
15. ↑  . www.laijohn.com.   [2018-12-11]. （原始内容存档于2020-09-29）. 醫生娘是1874年12月22日抵臺，與夫君同時返國。 （页面存档备份，存于）
16. ↑  潘稀祺:《台灣醫療宣教之父 : 馬雅各醫生傳》 P. 396， (2003年，台灣基督長老教會新樓醫院出版)
17. ↑   馬約翰: 《我的父親馬雅各的生平與工作》
18. ↑  山城歲月 (wu20130902). . 隨意窩 Xuite日誌.   [2018-12-12]. （原始内容存档于2020-07-17）. （页面存档备份，存于）
19. ↑  . 台南筆記.   [2018-12-12]. （原始内容存档于2020-10-01） （中文（臺灣））. （页面存档备份，存于）